# Jigoro Kano Cup
Der Jigoro Kano Cup war ein Judo-Einladungsturnier in Tokio zu Ehren des höchsten Meisters des Judo, Kanō Jigorō. Es wurde von 1978 bis 2007 15-mal ausgetragen und war eines der bestbesetzten Judo-Turniere. Seit 2008 wird in der Nachfolge des Jigoro Kano Cups das Judo-Grand-Slam-Turnier in Japan ausgetragen.

## Siegerliste 1978
Der erste Jigoro Kano Cup wurde vom 23. bis zum 26. November 1978 im Nippon Budōkan ausgetragen und war eine Folge der abgesagten Judo-Weltmeisterschaften 1977. Als einziger Ausländer gewann Dietmar Lorenz aus der DDR bei dem Turnier.
| Gewichtsklasse     | Männer             |
| ------------------ | ------------------ |
| Superleichtgewicht | Katsumi Suzuki     |
| Halbleichtgewicht  | Katsunori Akimoto  |
| Leichtgewicht      | Kazuo Yoshimura    |
| Halbmittelgewicht  | Shōzō Fujii        |
| Mittelgewicht      | Isamu Sonoda       |
| Halbschwergewicht  | Dietmar Lorenz     |
| Schwergewicht      | Yasuhiro Yamashita |
| Offene Klasse      | Yasuhiro Yamashita |

## Siegerliste 1981
Der Jigoro Kano Cup wurde am 14. und 15. November 1981 in Tokio ausgetragen. Als einziger Ausländer gewann Alexander Schurow aus der Sowjetunion bei dem Turnier.
| Gewichtsklasse     | Männer              |
| ------------------ | ------------------- |
| Superleichtgewicht | Kenichi Haraguchi   |
| Halbleichtgewicht  | Toshiro Saito       |
| Leichtgewicht      | Hidetoshi Nakanishi |
| Halbmittelgewicht  | Nobutoshi Hikage    |
| Mittelgewicht      | Seiki Nose          |
| Halbschwergewicht  | Alexander Schurow   |
| Schwergewicht      | Yasuhiro Yamashita  |
| Offene Klasse      | Hitoshi Saito       |

## Siegerliste 1982
Der Jigoro Kano Cup wurde am 11. bis zum 14. November 1982 in Tokio ausgetragen. Als einziger Ausländer gewann David Bodaveli aus der Sowjetunion bei dem Turnier.
| Gewichtsklasse     | Männer                |
| ------------------ | --------------------- |
| Superleichtgewicht | Shinji Hosokawa       |
| Halbleichtgewicht  | Katsuhiko Kashiwazaki |
| Leichtgewicht      | Hidetoshi Nakanishi   |
| Halbmittelgewicht  | Nobutoshi Hikage      |
| Mittelgewicht      | David Bodaveli        |
| Halbschwergewicht  | Takeshi Suwa          |
| Offene Klasse      | Yasuhiro Yamashita    |

## Siegerliste 1986
Der Jigoro Kano Cup wurde vom 27. Oktober bis zum 3. November 1986 in Tokio ausgetragen. Mit dem Brasilianer Sergio Pessoa und Alexander Siwtsew aus der Sowjetunion gewannen erstmals zwei Nichtjapaner bei dem Turnier.
| Gewichtsklasse     | Männer            |
| ------------------ | ----------------- |
| Superleichtgewicht | Sergio Pessoa     |
| Halbleichtgewicht  | Yōsuke Yamamoto   |
| Leichtgewicht      | Toshihiko Koga    |
| Halbmittelgewicht  | Hirotaka Okada    |
| Mittelgewicht      | Alexander Siwtsew |
| Halbschwergewicht  | Hitoshi Sugai     |
| Offene Klasse      | Hitoshi Saito     |

## Siegerliste 1990
Der Jigoro Kano Cup wurde vom 30. November bis zum 2. Dezember 1990 in Tokio ausgetragen. Neben Sergei Kosminin aus der Sowjetunion gewannen mit den Franzosen Jean-Louis Geymond und Stéphane Traineau erstmals drei Nichtjapaner bei dem Turnier.
| Gewichtsklasse     | Männer             |
| ------------------ | ------------------ |
| Superleichtgewicht | Tadashi Itakusu    |
| Halbleichtgewicht  | Sergei Kosminin    |
| Leichtgewicht      | Toshihiko Koga     |
| Halbmittelgewicht  | Hidehiko Yoshida   |
| Mittelgewicht      | Jean-Louis Geymond |
| Halbschwergewicht  | Stéphane Traineau  |
| Schwergewicht      | Naoya Ogawa        |
| Offene Klasse      | Naoya Ogawa        |

## Siegerliste 1992
Der Jigoro Kano Cup wurde am 29. und 30. November 1992 in Tokio ausgetragen. Der Pole Paweł Nastula und der Belgier Harry Van Barneveld siegten als Nichtjapaner.
| Gewichtsklasse     | Männer              |
| ------------------ | ------------------- |
| Superleichtgewicht | Tadashi Itakusu     |
| Halbleichtgewicht  | Kenji Maruyama      |
| Leichtgewicht      | Daisuke Hideshima   |
| Halbmittelgewicht  | Tatsuto Mochida     |
| Mittelgewicht      | Masahiko Nakahashi  |
| Halbschwergewicht  | Paweł Nastula       |
| Offene Klasse      | Harry Van Barneveld |

## Siegerliste 1994
Der Jigoro Kano Cup wurde vom 24. bis zum 26. November 1994 in Tokio ausgetragen. Die Deutschen Martin Schmidt und Frank Möller siegten als Nichtjapaner.
| Gewichtsklasse     | Männer            |
| ------------------ | ----------------- |
| Superleichtgewicht | Ryūji Sonoda      |
| Halbleichtgewicht  | Yukimasa Nakamura |
| Leichtgewicht      | Martin Schmidt    |
| Halbmittelgewicht  | Yoichi Nakano     |
| Mittelgewicht      | Hidehiko Yoshida  |
| Halbschwergewicht  | Shigeru Okaizumi  |
| Schwergewicht      | Frank Möller      |
| Offene Klasse      | Yoshiharu Makishi |

## Siegerliste 1996
Der Jigoro Kano Cup wurde vom 22. bis zum 24. November 1996 in Tokio ausgetragen. Der Südkoreaner Kim Dae-wook und der Franzose Vincenzo Carabetta siegten als Nichtjapaner.
| Gewichtsklasse     | Männer             |
| ------------------ | ------------------ |
| Superleichtgewicht | Tadahiro Nomura    |
| Halbleichtgewicht  | Yukimasa Nakamura  |
| Leichtgewicht      | Kim Dae-wook       |
| Halbmittelgewicht  | Kazunori Kubota    |
| Mittelgewicht      | Vincenzo Carabetta |
| Halbschwergewicht  | Yoshio Nakamura    |
| Schwergewicht      | Yoshiharu Makishi  |
| Offene Klasse      | Shinichi Shinohara |

## Siegerliste 1999
Der Jigoro Kano Cup wurde am 9. und 10. Januar 1999 in Tokio ausgetragen. Der Franzose Larbi Benboudaoud, der Usbeke Andrey Shturbabin und der Niederländer Mark Huizinga siegten als Nichtjapaner.
| Gewichtsklasse     | Männer            |
| ------------------ | ----------------- |
| Superleichtgewicht | Masato Uchishiba  |
| Halbleichtgewicht  | Larbi Benboudaoud |
| Leichtgewicht      | Andrey Shturbabin |
| Halbmittelgewicht  | Rauli Tomouchi    |
| Mittelgewicht      | Mark Huizinga     |
| Halbschwergewicht  | Tomokazu Inoue    |
| Schwergewicht      | Yasuyuki Muneta   |

## Siegerliste 2001
Der Jigoro Kano Cup wurde am 14. Januar 2001 in Tokio ausgetragen. Im einzigen Wettbewerb in der offenen Klasse gewann der Japaner Yoshinori Shimode.

## Siegerliste 2002
Der Jigoro Kano Cup wurde am 12. und 13. Januar 2002 in Tokio ausgetragen. Die Japaner gewannen nicht nur alle Wettbewerbe, sondern stellten bis auf den Franzosen Daniel Fernandes im Leichtgewicht auch alle Finalisten.
| Gewichtsklasse     | Männer             |
| ------------------ | ------------------ |
| Superleichtgewicht | Masato Uchishiba   |
| Halbleichtgewicht  | Michihiro Omigawa  |
| Leichtgewicht      | Masahiro Takamatsu |
| Halbmittelgewicht  | Yoshihiro Akiyama  |
| Mittelgewicht      | Yuta Yazaki        |
| Halbschwergewicht  | Keiji Suzuki       |
| Schwergewicht      | Tatsuhiro Muramoto |

## Siegerliste 2003
Der Jigoro Kano Cup wurde am 11. und 12. Januar 2003 in Tokio ausgetragen. Wie im Jahr zuvor gewannen Japaner alle Wettbewerbe.
| Gewichtsklasse     | Männer          |
| ------------------ | --------------- |
| Superleichtgewicht | Takeshi Ogawa   |
| Halbleichtgewicht  | Tomoo Torii     |
| Leichtgewicht      | Yusuke Kanamaru |
| Halbmittelgewicht  | Kenzo Nakamura  |
| Mittelgewicht      | Yuta Yazaki     |
| Halbschwergewicht  | Keiji Suzuki    |
| Schwergewicht      | Yasuyuki Muneta |

## Siegerliste 2005
Der Jigoro Kano Cup wurde am 9. Januar 2005 in Tokio ausgetragen. Kōsei Inoue gewann den einzigen Wettbewerb in der offenen Klasse.

## Siegerliste 2006
Der Jigoro Kano Cup wurde am 14. und 15. Januar 2006 in Tokio ausgetragen. Erstmals seit 1999 gewann mit dem Österreicher Ludwig Paischer, dem Italiener Francesco Bruyere und dem Südkoreaner Hwang Hee-tae wieder Nichtjapaner.
| Gewichtsklasse     | Männer            |
| ------------------ | ----------------- |
| Superleichtgewicht | Ludwig Paischer   |
| Halbleichtgewicht  | Hiroyuki Akimoto  |
| Leichtgewicht      | Francesco Bruyere |
| Halbmittelgewicht  | Hirotaka Kato     |
| Mittelgewicht      | Hwang Hee-tae     |
| Halbschwergewicht  | Takamasa Anai     |
| Schwergewicht      | Yohei Takai       |

## Siegerliste 2007
Der Jigoro Kano Cup wurde vom 7. bis zum 9. Dezember 2007 in Tokio ausgetragen. Erstmals fanden auch Frauenwettbewerbe statt.
| Gewichtsklasse     | Männer                       | Frauen                     |
| ------------------ | ---------------------------- | -------------------------- |
| Superleichtgewicht | Hiroaki Hiraoka              | Yanet Bermoy (Kuba)        |
| Halbleichtgewicht  | Tomasz Kowalski (Polen)      | Misato Nakamura            |
| Leichtgewicht      | Wang Ki-chun (Südkorea)      | Aiko Satō                  |
| Halbmittelgewicht  | Song Dae-nam (Südkorea)      | Yoshie Ueno                |
| Mittelgewicht      | Ilias Iliadis (Griechenland) | Masae Ueno                 |
| Halbschwergewicht  | Daisuke Kobayashi            | Céline Lebrun (Frankreich) |
| Schwergewicht      | Satoshi Ishii                | Mai Tateyama               |